# Winthemia reinhardi
Winthemia reinhardi là một loài ruồi trong họ Tachinidae.